# Tour Barberousse
Pour les articles homonymes, voir Barberousse.
La tour Barberousse se situe dans le village côtier de Gruissan dans le département de l'Aude, en région Occitanie.
Elle surplombe les ruines d'un château fort qui fait l’objet d’une inscription au titre des monuments historiques depuis le 14 avril 1948.

## Localisation
La tour, construite sur un roc tabulaire et abrupte, domine le village fortifié de Gruissan qui s'est développé à ses pieds, dans le département français de l'Aude.

## Historique
La tour est l'un des dernier vestiges d'un château bâti à la fin du Xe siècle pour observer les alentours du port de Narbonne et protéger la cité contre les raids des pirates sarrasins. Construit sur une colline rocheuse et abrupte, le château a été agrandi au XIIIe siècle par l'archevêque de Narbonne, Guillaume de Broa.
Au XVIIe siècle, Richelieu ordonna la destruction de l'édifice qui fut, ensuite, laissé à l'abandon.
Aujourd'hui, le village de Gruissan, construit en circulade, entoure les ruines du château, au pied desquelles se trouve l’église paroissiale Notre-Dame de l’Assomption. Le site de la tour offre un panorama assez spectaculaire, d'où l'on peut admirer tout le village ainsi que la côte, l'étang, les marais salants et le port de Gruissan.
La tour et les ruines du château sont inscrites au titre des monuments historiques par le ministère de la Culture français.

## Description
Le donjon cylindrique, fin XIIIe début XIVe siècle, est construit en pierre à bosse.

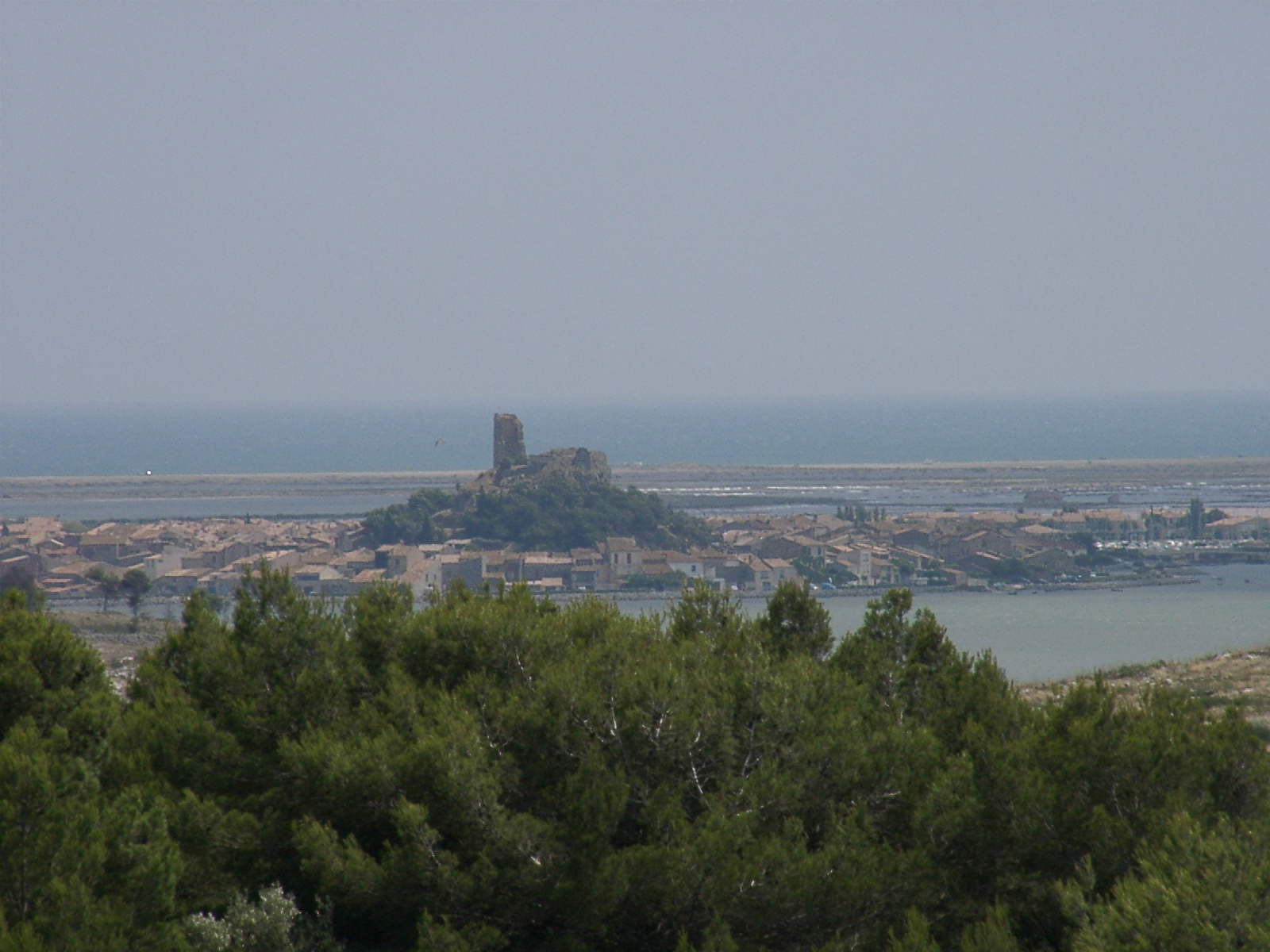
La tour vue depuis la garrigue.
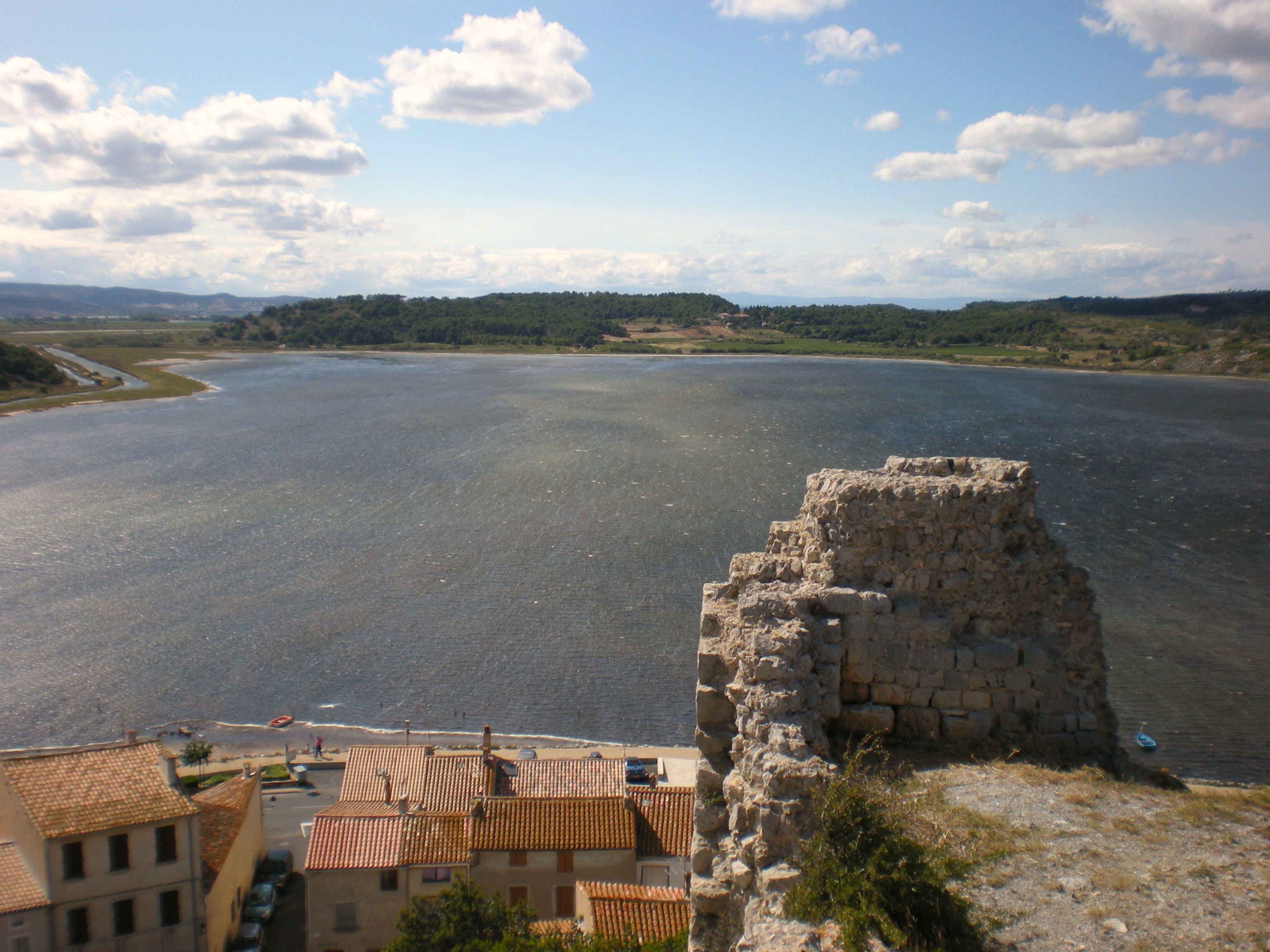
Vue sur l'étang depuis la tour.
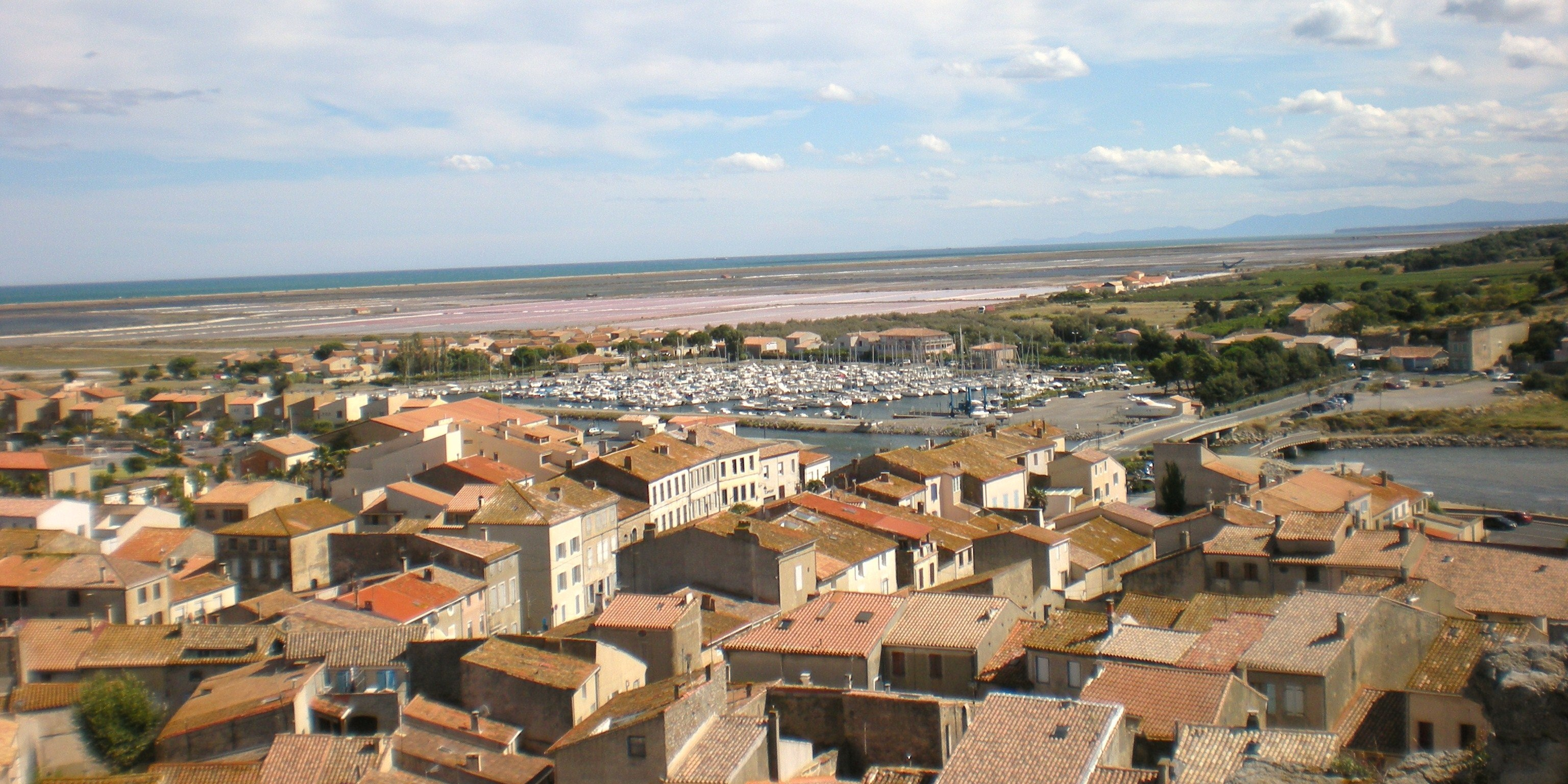
Vue sur Gruissan depuis la tour.
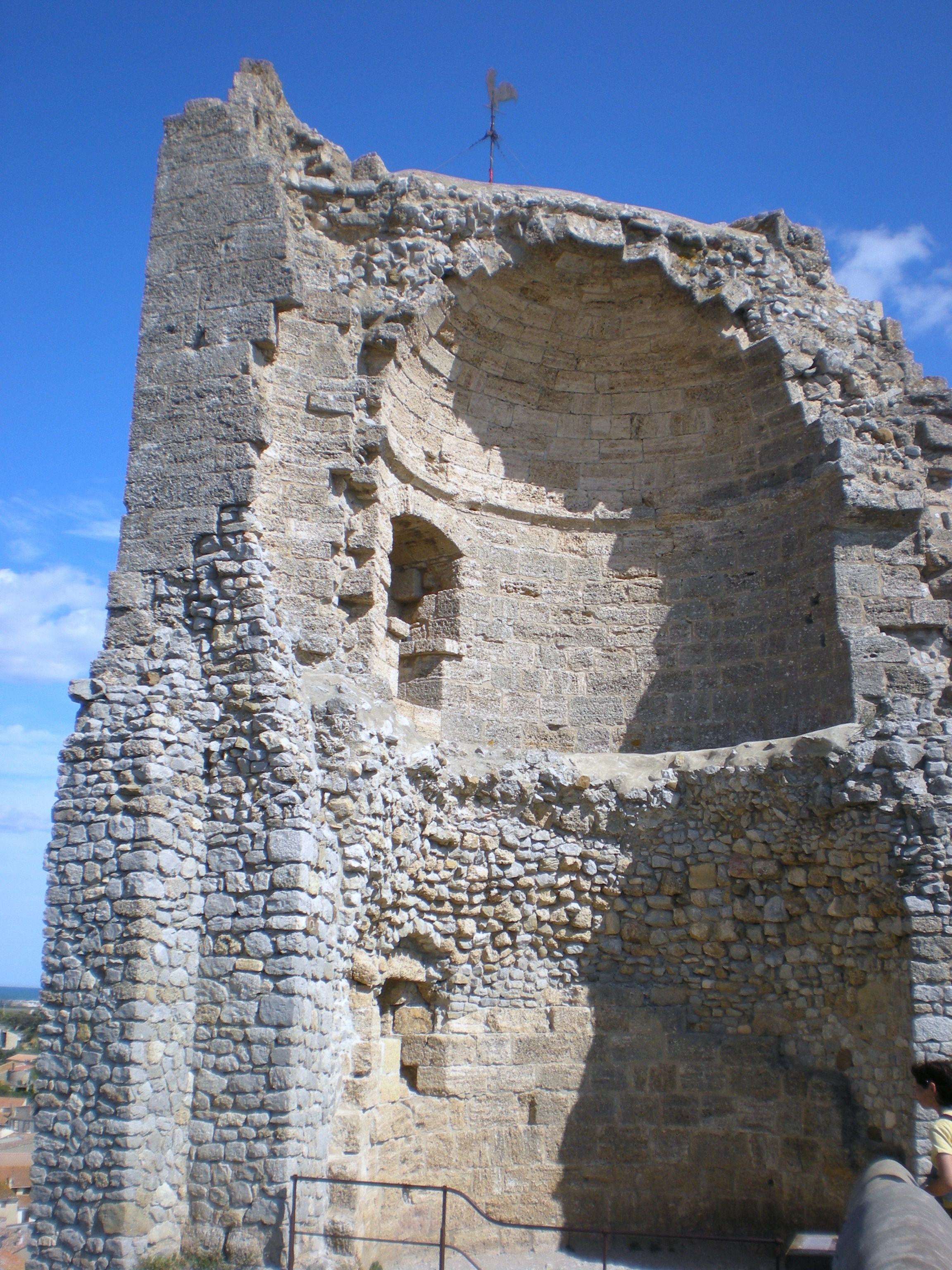
Vue de l'intérieur de la tour.
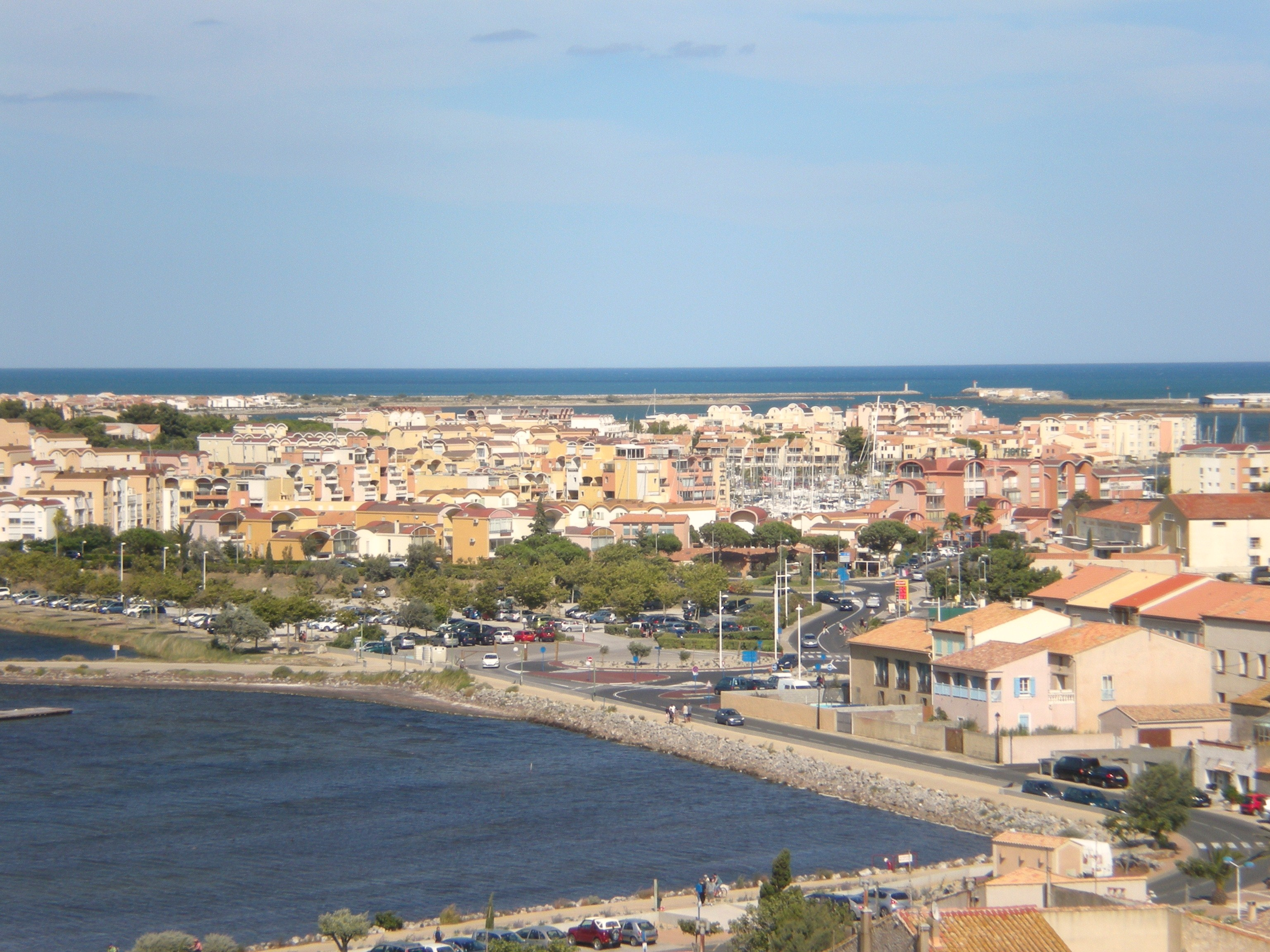
Vue sur la station balnéaire de Gruissan depuis la tour.
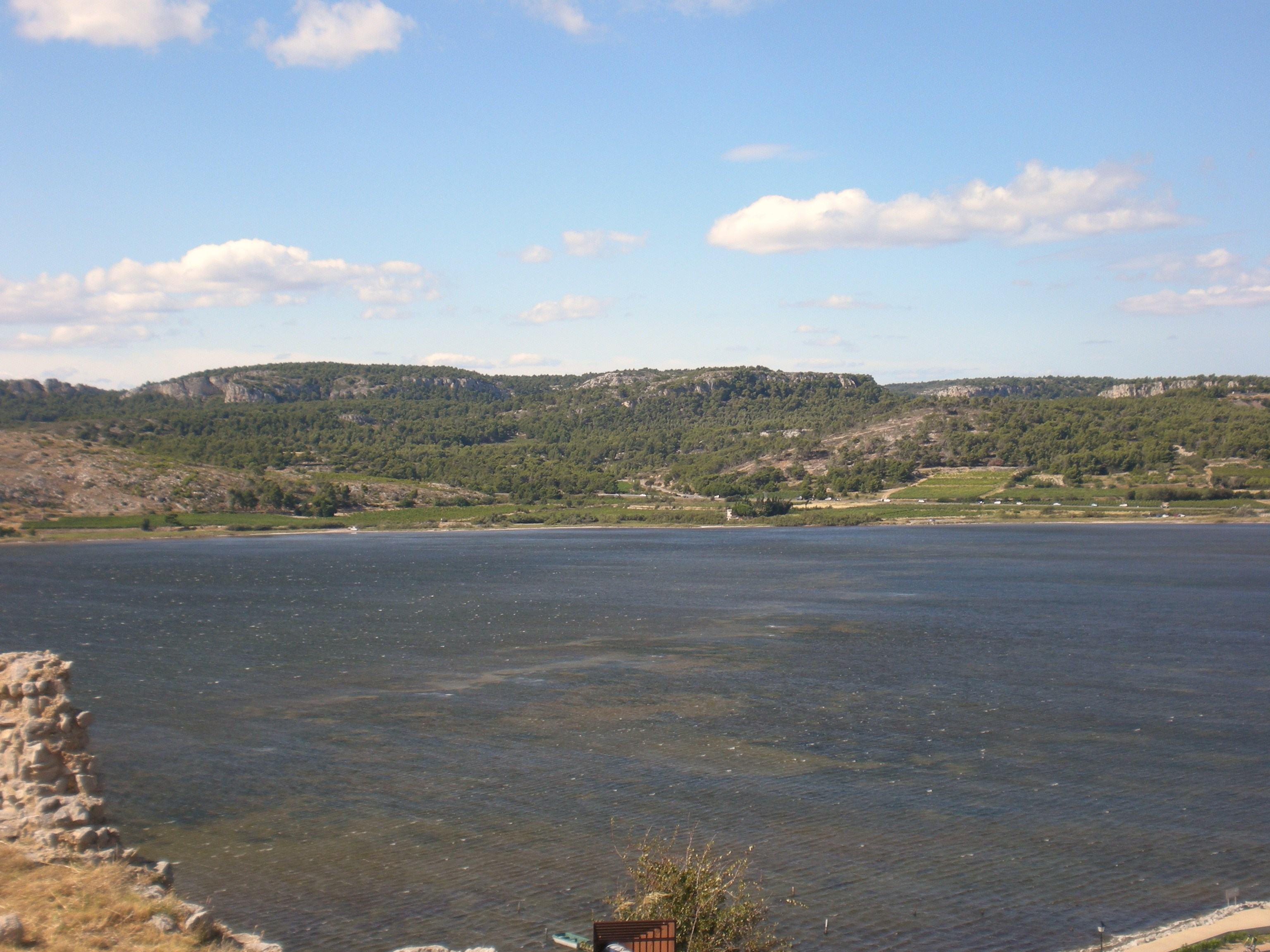
Vue sur l'étang depuis la tour.
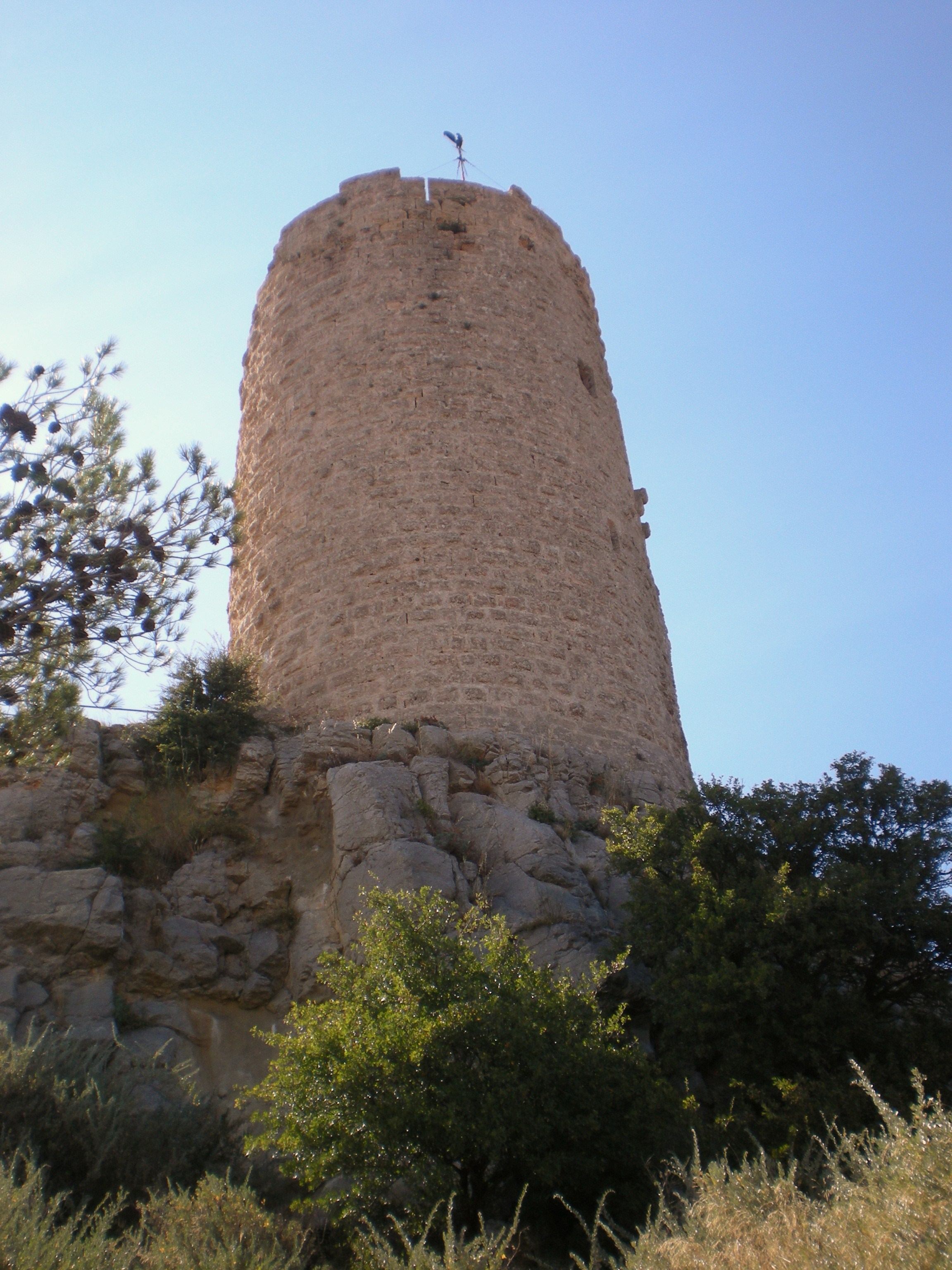
Vue de la tour en contrebas.